# Ecce Homo (Daumier)
Ecce Homo è un dipinto incompiuto del pittore francese Honoré Daumier, realizzato nel 1851 ed esposto presso il Museum Folkwang di Essen in Germania.

## Descrizione
Uno dei pochi dipinti realizzati da Daumier a soggetto biblico, l'opera raffigura Gesù nel momento in cui, secondo il vangelo di Giovanni (19, 5), viene mostrato alla folla da Ponzio Pilato dopo essere stato torturato. In tale frangente, Pilato pronuncia la nota frase Ecce Homo (ecco l'uomo), obbligando le persone radunate a guardare Cristo. Il dipinto, probabilmente commissionato dall'autorità ecclesiastica, è rimasto incompiuto.